# Fungizidresistenz
Fungizidresistenz bezeichnet die Eigenschaft von Mikroorganismen  wie z. B. Pilzen, immun bzw. resistent gegen die Wirkung von Fungiziden zu sein.

## Folgen
Pilze entwickeln zunehmend Fungizid-Resistenzen, was schwer kalkulierbare Folgen für Humanmedizin und Landwirtschaft bzw. die Nahrungsmittelindustrie weltweit zeitigt. Mehltau z. B. ist ein gefürchteter Pflanzenschädling, Candida albicans siedelt auf menschlichem Gewebe, der global verbreitete, atemgängige Schimmelpilz Aspergillus fumigatus kann bei immungeschwächten Menschen tödlich verlaufende Lungenentzündungen verursachen (Sterberate ca. 50 % durch Aspergillose). Diese Erkrankungen werden üblicherweise mit Azol-Antimykotika (Imidazole und Triazole) wie Fluconazol bekämpft, was weltweit zunehmend schwieriger wird.
Heute (2018) sind die ertragszerstörenden Pilze weltweit für mehrjährige Ertragsverluste von rund 20 % verantwortlich, mit weiteren 10 % Verlust nach der Ernte. Die Auswirkungen von Pilzkrankheiten auf die menschliche Gesundheit nehmen derzeit rasant zu, und die weltweite Sterblichkeitsrate durch Pilzerkrankungen übersteigt heute die von Malaria oder Brustkrebs und ist vergleichbar mit der von Tuberkulose und HIV.

## Gegenstrategien
Im Bereich der Humanmedizin sind derzeit  (Mitte 2018) elf neue entsprechende Wirkstoffe in den Phasen eins und zwei klinischer Studien.
In der Landwirtschaft sind neue Ansätze wie z. B. gentechnische Maßnahmen bei der Pflanzenzucht gefragt, weil bislang lediglich zwei Varianten bekannter Fungizide in der Entwicklung sind.

## Quelle
- deutschlandfunk.de, Forschung aktuell, 18. Mai 2018, Lucian Haas: Pilze - eine bisher unterschätzte Gefahr